# بنجامين باتلر
بنجامين فرانكلين باتلر (بالإنجليزية: Benjamin Franklin Butler)‏، (وُلد في 5 نوفمبر 1818 وتوفي في 11 يناير 1893)، ضابط ومحامي وسياسي أمريكي. وُلد باتلر في نيوهامشير ونشأ في لويل بولاية ماساتشوستس، ويُعرف بأنه جنرال سياسي رئيسي في جيش الاتحاد خلال الحرب الأهلية الأمريكية، وله دور قيادي مهم في قرار عزل الرئيس الأمريكي أندرو جونسون. كان شخصية نابضة بالحيوية وغالبًا ما كانت تصرفاته على المسرح الوطني وفي المشهد السياسي في ولاية ماساتشوستس مثيرة للجدل، وأعد العديد من الحملات السياسية لحكام الولاية، قبل انتخابه لهذا المنصب في عام 1882.
خدم باتلر، وهو محامي دفاع بارعٌ، في الهيئة التشريعية في ولاية ماساتشوستس تابعًا للحزب الديمقراطي ومناهضًا للحرب وضابطًا في ميليشيا الدولة. التحق في وقت مبكر من الحرب الأهلية بجيش الاتحاد، واشتهر في نيو أورلينز بافتقاره إلى المهارات العسكرية وقيادته المثيرة للجدل، وجلب له ذلك كرهًا شديدًا من أهالي الجنوب وأصبحت كنيته «الوحش». وقد ساعد في خلق الفكرة القانونية المتمثلة في تحرير العبيد الهاربين فعليًا، وذلك من خلال تصنيفهم كهاربين لخدمة الأهداف العسكرية في الحرب الأهلية الأمريكية، ما أدى إلى حدوث تقدم سياسي في الشمال شاملًا أهدافًا رسمية مثل التحرر العام ونهاية العبودية. كانت لأوامره العسكرية نتائج وخيمة تعلّق بعضها بالمعاملات المالية واللوجستية مع الأعداء، والتي ربما حدث بعضها بعلمه ولصالح حسابه الشخصي.
أُقيل باتلر من جيش الاتحاد بعد إخفاقاته المتكررة في المعركة الأولى لفورت فيشر، لكنه سرعان ما فاز في انتخابات مجلس النواب الأمريكي في ماساتشوستس. بصفته جمهوريًا راديكاليًا، فقد عارض باتلر أجندة الرئيس جونسون لإعادة الإعمار، وكان المدير الرئيسي لمجلس النواب لاتخاذ الإجراءات اللازمة لعزل جونسون. بصفته رئيس لجنة مجلس النواب لإعادة الإعمار، أقر باتلر قانون كو كلوكس كلان لعام 1871 وشارك في تأليف قانون الحقوق المدنية التاريخي لعام 1875.
كان باتلر على خلاف في الكثير من الأحيان مع الأعضاء الأكثر تحفظًا في المؤسسة السياسية في ولاية ماساتشوستس، فيما يتعلق بالمسائل العامة من حيث الأسلوب والمضمون. أدت خلافاته مع السياسيين الجمهوريين إلى حرمانه من الترشّح للحكم  لعدّة مرات بين عامي 1858 و 1880. بعد عودته إلى الصفوف الديمقراطية، فاز في انتخابات الولاية عام 1882 بدعم من الحزب الديمقراطي وحزب غرين باك المستقل. ترشح للرئاسة تحت جناح حزب غرين بارك في عام 1884.

## سنوات النشأة
ولد بنجامين فرانكلين باتلر في ديرفيلد، نيوهامشير، وهو الطفل السادس والأصغر لجون باتلر وشارلوت إليسون باتلر. خدم والده في معركة نيو أورليانز خلال حرب 1812 تحت قيادة الجنرال أندرو جاكسون وأصبح لاحقًا قُرصانًا مفوضًا، مات بسبب الحمى الصفراء في جزر الهند الغربية بعد فترة قصيرة من ولادة بنجامين. سُمي على اسم الأب المؤسس للولايات المتّحدة بنجامين فرانكلين. كان شقيقه الأكبر، يعمل أندرو جاكسون باتلر (1815-1864) في منصب عقيد في جيش الاتحاد خلال الحرب الأهلية وانضم إليه في نيو أورليانز. كانت والدة باتلر معمّدة ملتزمة شجعته على قراءة الإنجيل والاستعداد للصلاة. حصل باتلر في سن التاسعة وتحديدًا في عام 1827، على منحة دراسية لأكاديمية فيليبس إكستر، حيث أمضى فصلًا دراسيًا واحدًا. وصفه أحد زملائه في المدرسة بأنه «صبي متهور، طائش، عنيد»، وكان يخوض المعارك باستمرار.
نقلت والدة بتلر الأسرة في عام 1828 إلى لويل، ماساتشوستس، حيث كانت تدير مثوى عامًا للعمال في مصانع النسيج. التحق هناك بالمدارس العامة، التي كاد يُطرد منها بسبب دخوله في العديد من المعارك مع زملائه والمُدرسين على حد السواء،إذ وصفه المدير بأنه صبي «قد يمكنك إرشاده، لكن لا يمكنك قيادته». التحق بكلية ووترفيل (المسماة الآن كولبي) لتحقيق رغبة والدته ودراسة العلوم القانونية والسياسية، لكنه غيّر رأيه في النهاية وقرر ترك الكلية. سعى باتلر في عام 1836 للحصول على إذن للانتقال إلى الأكاديمية العسكرية الأمريكية (ويست بوينت) للحصول على تعليم عسكري، لكن الحظ لم يُسعفه لقلّة الأماكن المتاحة. تابع دراسته في ووترفيل، حيث صقل مهاراته الخطابية في المناقشات اللاهوتية، وبدأ في تبني وجهات نظر سياسية ديمقراطية. تخرج في أغسطس 1838. عاد بتلر إلى لويل، حيث عمل كاتبًا وبائعًا للكتب بالإضافة إلى قرائته القانون بعد عثوره على فرصة تدرب مع محامٍ محلي. قُبل في نقابة المحامين في ماساتشوستس في عام 1840، وفتح مكتبًا لممارسة المحاماة في لويل.
بعد فترة طويلة من المواعدة والمغازلة، تزوج باتلر في 16 مايو 1844، من سارة هيلدريث، الممثلة المسرحية وابنة الدكتور إسرائيل هيلدريث لويل. أنجبا أربعة أطفال: بول (1845-1850)، بلانش (1847-1939)، بول (1852-1918) وبن-إسرائيل (1855-1881). وكان من بين شركاء أعمال باتلر، شقيق سارة فيشر، وصهرها دبليو. بي. ويبستر.

## القانون والمعاملات التجارية المبكّرة
سرعان ما اكتسب باتلر سمعة كبيرة كونه محامي دفاع عنيفًا، مستغلًا لكل خطأ يفعل معارضوه لتحقيق النصر لموكليه، كما أصبح متخصصًا في قانون الإفلاس أيضًا. كان عمله التجريبي ناجحًا لدرجة أنه تلقى تغطية صحفية منتظمة، وكان قادرًا على توسيع ممارسته القانونية إلى مدينة بوسطن. على الرغم من توليه منصب تمثيل العمال بشكل عام في الإجراءات القانونية، إلا أنه مثّل أحيانًا أصحاب الشركة. شكل هذا مشكلة للطرفين عندما أصبح باتلر أكثر نشاطًا سياسيًا. جذب أولاً اهتمامًا عامًا من خلال دعوته إلى إصدار قانون ينص على تقليص عدد ساعات العمال لتبلغ 10-8 ساعات، لكنه عارض أيضًا الإضرابات العمالية المتعلقة بهذه المسألة. كان السببَ الرئيسي لتحصل عمال شركة ميدلسكس على ساعات عمل محدودة مدتها عشر ساعات في اليوم.

## دخوله في السياسة
في الفترة التي دارت فيها نزاعات كثيرة حول قرار العمل لمدة عشر ساعات في اليوم، نشرت صحيفة لويل الداعمة لحزب اليمين عمودًا يتكلم عن موت والد بالتر زاعمين أنه قد مات شنقًا بسبب نشاطاته في مجال القرصنة البحرية. رفع باتلر دعوى قضائية ضد رئيس تحرير الصحيفة والناشر بسبب هذه الادعاءات وغيرها الكثير. أُدين المحرر وغُرّم غرامة قدرها 50 دولارًا، لكن الناشر بُرئ من الناحية الفنية. ألقى بتلر باللوم على القاضي المنتمي لحزب اليمين، إبينيزر آر هور، عن منح الناشر البراءة، ما بدأ عداءً استمر لمدة عقود بين الاثنين وشوه سمعة باتلر بشكل كبير في الولاية. بصفة باتلر ديموقراطيًا، فقد أيد إيجاد حل وسط عام 1850 واستمر في التحدث بانتظام عن موقفه المناهض لإلغاء العبودية. رغم ذلك، فقد دعم على مستوى الولاية، تحالف الديمقراطيين وحزب تحريم الاسترقاق الذي انتخب جورج س. بوتويل حاكمًا في عام 1851. ساعده ذلك في الحصول على دعم كاف للفوز في انتخابات مجلس نواب ماساتشوستس في عام 1852. كلفه دعمه لفرانكلين بيرس ليكون رئيسًا، مقعده في العام المقبل. انتُخب ليكون مندوبًا في المؤتمر الدستوري لولاية 1853 بدعم كاثوليكي قوي، وانتُخب لعضوية مجلس الشيوخ في عام 1858، وهو العام الذي حكم فيه الحزب الجمهوري الولاية بعد انتصاره. رُشح باتلر لمنصب حاكم في عام 1859 وشغل منصبًا في إحدى المنصات المؤيدة للرق وللتعريفة الجمركية، خسر بفارق ضئيل أمام خصمه الجمهوري ناثانيل برنتيس بانكس.

## روابط خارجية
- بنجامين باتلر على موقع الموسوعة البريطانية (الإنجليزية)
- بنجامين باتلر على موقع إن إن دي بي (الإنجليزية)